# Blood Fire Death
Blood Fire Death — четвертий альбом Bathory виданий 8 жовтня 1988 року лейблом Under One Flag, Black Mark Production. Диск знаменний відмовою від попередньої концепції сатанізму, та присвяченням язичницькій міфології предків, що пізніше стало провідною темою для майбутнього покоління блек-металу і невід'ємним компонентом жанру. На думку окремих оглядачів є першим альбомом вікінг-металу. Обкладинка — «Дике полювання» Петера Арбо.

## Список пісень
| Інформація про композиції | Інформація про композиції                    | Інформація про композиції |
| #                         | Назва                                        | Тривалість                |
| ------------------------- | -------------------------------------------- | ------------------------- |
| 1.                        | «Odens Ride over Nordland» (інструментальна) | 03:14                     |
| 2.                        | «A Fine Day to Die»                          | 08:49                     |
| 3.                        | «The Golden Walls of Heaven»                 | 05:14                     |
| 4.                        | «Pace 'till Death»                           | 03:40                     |
| 5.                        | «Holocaust»                                  | 03:24                     |
| 6.                        | «For All Those Who Died»                     | 04:55                     |
| 7.                        | «Dies Irae»                                  | 05:04                     |
| 8.                        | «Blood Fire Death»                           | 10:33                     |
| 44:53                     |                                              |                           |